# Alcis atrostipata
Alcis atrostipata là một loài bướm đêm trong họ Geometridae.